# Kiersten White
Kiersten White é uma escritora norte-americana de ficção para crianças, jovens adultos e adultos. Ela já entrou nas listas de mais vendidos do The New York Times, USA Today e Publishers Weekly. Ela ganhou em 2018 o prêmio Bram Stoker Award para Melhor Romance para Jovens Adultos, com o livro The Dark Descent of Elizabeth Frankenstein.

## Biografia
Kiersten White cresceu em Highland, Utah, ela se formou em 2004 na Universidade Brigham Young, onde estudou literatura inglesa. Ela foi criada como mórmon, mas não pratica mais essa religião.
Para ela a decisão de deixar o mormonismo levou muitos anos e teve várias causas, uma delas foi a posição da religião contra o casamento gay, depois disso ela disse:
| “ | Pela primeira vez pensei: ‘Não quero estar aqui (na igreja). Eu nem quero ser associada a isso porque sei que o que eles estão dizendo é errado.’ | ” |

Ela mora com a família perto do mar em San Diego, Califórnia.

### Livros isolados
- The Chaos of Stars (2013) – ISBN 978-0062135926
- Illusions of Fate (2014) – ISBN 978-0062135896
- The Dark Descent of Elizabeth Frankenstein (2018) – ISBN 978-0525577942 no Brasil: A Sombria queda de Elizabeth Frankenstein (Plataforma 21, 2018) em Portugal: A Queda Sombria de Elizabeth Frankenstein (TopSeller, 2019)
- Hide (2022) – ISBN 978-0593359235 no Brasil: Hide - Esconda-se Quem Puder (Plataforma 21, 2022)
- Mister Magic (2023) – ISBN 978-0593359266[6]

### SérieParanormalcy
1. Paranormalcy (2010) – ISBN 978-0061985843 no Brasil: Polícia Paranormal (Galera Record, 2013) em Portugal: Paranormalidade (Planeta, 2011)
2. Supernaturally (2011) – ISBN 978-0061985867
3. Endlessly (2012) – ISBN 978-0061985881

### SérieMind Games
1. Mind Games (2013) – ISBN 978-0062135315
2. Perfect Lies (2014) – ISBN 978-0062135841

Novelas:
- 0.5. Annie and Fia (2013) – ISBN 978-0062321497 (e-book)

### SagaThe Conqueror's
1. And I Darken (2016) – ISBN 978-0553522310 no Brasil: Filha das Trevas (Plataforma 21, 2017)
2. Now I Rise (2017) – ISBN 978-0553522358 no Brasil: Dona do Poder (Plataforma 21, 2018)
3. Bright We Burn (2018) – ISBN 978-0553522396 no Brasil: Senhora do Fogo (Plataforma 21, 2019)

### Camelot Rising
1. The Guinevere Deception (2019) – ISBN 978-0525581673 no Brasil: A Farsa de Guinevere (Plataforma 21, 2020)
2. The Camelot Betrayal (2020) – ISBN 978-0525581710 no Brasil: A Traição de Camelot (Plataforma 21, 2021)
3. The Excalibur Curse (2021) – ISBN 978-0525581758 no Brasil: A Maldição de Excalibur (Plataforma 21, 2022)

### Sinister Summer
1. Wretched Waterpark (2022) – ISBN 978-0593379042

### Slayer - Universo (Buffy, a Caça-Vampiros)
1. Slayer (2019) – ISBN 978-1534404953 no Brasil: Caçadora (Plataforma 21, 2019)
2. Chosen (2020) – ISBN 978-1534404984 no Brasil: Escolhida (Plataforma 21, 2021)

### Contribuições emStar Wars
- "Eyes of the Empire" conto em From a Certain Point of View: The Empire Strikes Back (2020) – ISBN 978-0593157749
- Padawan (2022) – ISBN 978-3833242571

### Coleções
- Beanstalker and Other Hilarious Scarytales (2017) – ISBN 978-0545940603

### Graphic novels
- In the Shadows com Jim Di Bartolo (2014) – ISBN 978-0545561440